# Campeonato Brasileiro de Futebol - Série B
O Campeonato Brasileiro Série B (desde 2025 Brasileirão Série B Superbet por razões de patrocínio) é equivalente à Segunda Divisão do sistemas de liga do futebol brasileiro. Criado e organizado pela Confederação Brasileira de Futebol, é disputado por vinte clubes em um sistema de promoção e despromoção com a Série A e Série C.
As quatro melhores equipes classificadas são promovidas ao Campeonato Brasileiro Série A. Os clubes classificados em 17.º a 20.º lugares são despromovidos ou rebaixados ao Campeonato Brasileiro Série C, por troca com os quatro mais bem classificados desta competição que são assim promovidos a segundo divisão do campeonato brasileiro. Adicionalmente, o campeão da Série B ingressa diretamente na terceira fase da Copa do Brasil do próximo ano.
O campeonato já teve inúmeros formatos, incluindo fases eliminatórias e pontos corridos. 34 clubes de 12 estados diferentes já foram campeões da Série B, apenas 7 deles por mais de uma vez, duas vezes cada um.

## História
A segunda divisão do Campeonato Brasileiro de Futebol começou oficialmente em 1971, mas passou a ser disputada com regularidade apenas na década de 1980.
Nos anos 1970, com exceção de 1971 e 1972, o certame nacional era bastante democrático, com o objetivo de integração nacional, e por isso disputado sem divisões de acesso.[carece de fontes?]
Na primeira metade dos anos 1980, a chamada Taça de Prata era uma espécie de divisão de acesso do futebol brasileiro.
A Taça de Prata era justamente a competição destinada às equipes que não conseguiam se classificar para a Taça de Ouro (Primeira Divisão) pelo campeonato estadual, mas contava com um regulamento que previa o acesso, no mesmo ano, para a Primeira Divisão, das equipes que tivessem a melhor campanha.
Em 2006, o campeonato já conhecido como Série B, foi disputado pela primeira vez em pontos corridos, com turno e returno. No sistema atual, os quatro primeiros sobem para a Série A do Campeonato Brasileiro e os quatro últimos são rebaixados para a Série C do Campeonato Brasileiro.

## Regulamentos e formatos

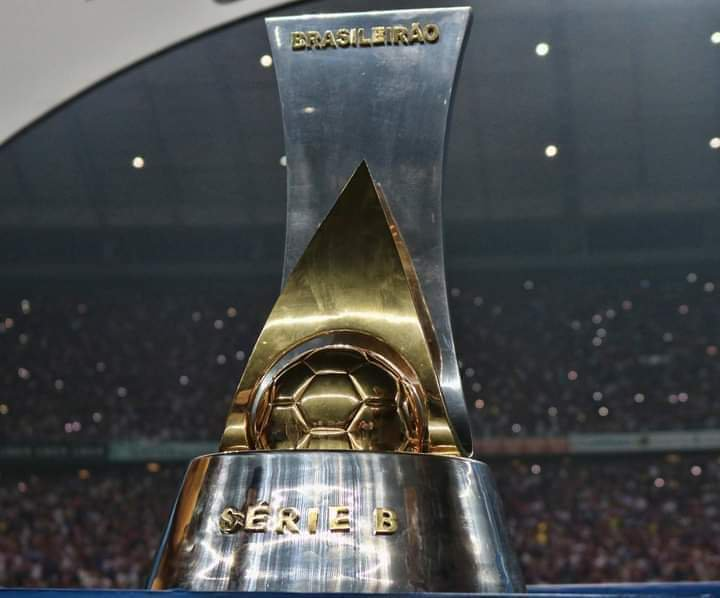
Atual troféu de campeão da Série B

A Segunda Divisão começou a ser disputada em 1971, e assim como a Primeira Divisão, ao longo do tempo também teve diversos formatos:
- Na primeira metade dos anos 1980 (até 1985), a chamada Taça de Prata era uma espécie de divisão de acesso do futebol brasileiro. A partir de 1981, os 40 clubes que disputavam a Primeira Divisão, denominada "Taça de Ouro", eram determinados da seguinte forma: 13 estados entravam com seus campeões, sete participavam com o campeão e o vice. O estado de São Paulo contava com os seis mais bem classificados do Campeonato Paulista e o Rio de Janeiro, com os cinco melhores do seu estadual. As outras duas vagas eram ocupadas pelos campeão e vice do ano anterior da Taça de Ouro. A Taça de Prata era justamente a competição destinada às equipes que não conseguiam se classificar à Taça de Ouro, mas contava com um regulamento que previa o acesso, no mesmo ano, para a Primeira Divisão, das equipes com melhor campanha.
- Em 1986, foi realizado o Torneio Paralelo, uma competição organizada pela CBF como parte integrante da primeira divisão do Campeonato Brasileiro de Futebol de 1986 e que foi disputado por 36 equipes divididas em quatro grupos; torneio este que por ter sido disputado unicamente com o objetivo de definir o acesso de quatro clubes para a Série A de 1986, não contou com a realização de uma fase final para a definição do campeão. Por esta razão, a CBF não reconhece nenhum campeão da Série B de 1986.[3] [4]
- Especialmente em 1987, houve a realização de dois módulos, Branco e Azul (em semelhança com a Série A, com os módulo Verde e Amarelo). Já em 2000, houve regulamento semelhante ao de 1987, com os times novamente divididos em módulos (desta vez, o equivalente da Série B seria o Módulo Amarelo), porém os três primeiros colocados deste módulo fizeram parte da última fase, que definiria o campeão da Série A daquele ano. Estas "competições" de 1987 e 2000 não são oficiais, e os "títulos" não são reconhecidos pela CBF.[5]
- Nos anos de 1973 a 1979 e em 1993, não houve disputa.
- Em 2005, foi composta por 22 clubes, sendo que caíram 6 para a Série C e subiram 2 para a Série A.
- Em 2006, o número de clubes participantes é reduzido para 20 e é adotado o sistema de pontos corridos em dois turnos, no mesmo formato da Série A em vigor desde 2003, até os dias atuais. A cada ano, quatro clubes sobem para a Série A e quatro caem para a Série C.
- De 2004 a 2008, a FBA foi a gestora comercial da competição, entidade similar ao Clube dos 13.
- Em 2009, a Confederação Brasileira de Futebol (CBF) reassumiu a gestão comercial do evento.

No atual formato, 12 equipes permanecem na Série B de um ano para o outro; 4 são oriundas da Série A do ano anterior, que foram rebaixadas; e outros 4 egressas da Série C do ano anterior, que conquistaram o acesso.

## Direitos

### Patrocinadores
Desde 2014, a Série B tem direitos de patrocínio do nome da competição vendidos a várias empresas.
| Período  | Patrocinador             | Nome oficial da Liga              |
| -------- | ------------------------ | --------------------------------- |
| Até 2013 | Nenhum patrocinador      | Brasileirão Série B               |
| 2014-16  | General Motors do Brasil | Brasileirão Chevrolet Série B     |
| 2017-21  | Nenhum patrocinador      | Brasileirão Série B               |
| 2022     | SportingBet              | Brasileirão SportingBet - Série B |
| 2023     | Betano                   | Brasileirão Série B Betano        |
| 2024     | Betnacional              | Brasileirão Série B Betnacional   |
| 2025     | Superbet                 | Brasileirão Série B Superbet      |

### Transmissão
A competição foi transmitida em TV aberta pelas afiliadas da TV Globo em parceria até 2011, e durante seis anos, com a RedeTV!, mas naquele ano, em represália ao canal de Osasco, pelo fato da emissora ter vencido a licitação do Clube dos 13 para adquirir os direitos de transmissão da Série A entre 2012 e 2014, a Globo tirou a Série B, o acordo foi anulado e o Clube dos 13 notificou a RedeTV! que o contrato a ser seguido será o da Globo.
A partir de 2011, os direitos foram repassados para a Rede Bandeirantes, que exibiu os campeonatos de 2011, 2012 e 2013. Em 2014, a Band anunciou que não transmitiria este campeonato, alegando falta de espaço na programação devido a Copa do Mundo FIFA de 2014, e a relação com a CBF ter enfraquecido, a entidade divulgou uma nota repudiando as declarações do comentarista Neto, que em junho de 2013, no programa Os Donos da Bola xingou a Seleção Brasileira às vésperas da Copa das Confederações FIFA de 2013.
Embora Neto tenha se desculpado no programa no dia seguinte, a CBF negociou os jogos com a RedeTV!, que novamente passou a transmitir o torneio em 2014. Entre os anos de 2015 e 2016, o torneio foi transmitido pela TV Brasil, quando em 2017, retornou para a TV Globo, que transmitiu de maneira regional até 2022. Em 2023, o torneio retorna para a Band, em um novo contrato, válido até 2024.
Na TV fechada, os direitos de transmissão pertenciam ao Grupo Globo, pelo SporTV e no sistema pay-per-view pelo Premiere FC até 2024. Pelo streaming, a competição foi transmitida no YouTube pelo canal Flow Sport Club, em parceria com a Brax e a Dale.
Para a temporada de 2024, com o rompimento de contrato entre a Brax e a CBF, que tirou os direitos de transmissão da Bandeirantes, a Globo voltaria a transmitir o campeonato na TV aberta, com a emissora carioca (que apesar do fim do acordo citado anteriormente, manteve os direitos de transmissão na TV por assinatura e pelo pay-per-view) visando passar principalmente as partidas do Santos e do Sport para as suas respectivas praças. A TV Brasil também retorna a TV aberta após 7 anos, e transmitiu quatro partidas por rodada. No streaming, o Canal GOAT substituiu o Flow Sport Club ao transmitir os jogos no YouTube, porém não exibiu as partidas do Peixe nas quais a equipe for mandante. No entanto, em um novo acordo firmado com a Brax, a Bandeirantes recupera os direitos de transmissão da edição 2024.
Pela temporada 2025 foi adotado o modelo de ligas através de um acordo conjunto entre a Liga do Futebol Brasileiro (LIBRA) e a Liga Forte União do Futebol Brasileiro (LFU) pela venda dos direitos de transmissão. Em TV aberta, a RedeTV! voltaria a transmitir as partidas com um jogo por rodada nas quintas-feiras ás 21h30 e aos sábados ás 16h, como era entre 2014 e 2017, podendo haver coberturas em dias esporádicos. Pela TV por assinatura, os jogos foram vendidos para a ESPN, apesar das negociações com a TNT para a transmissão através do TNT Sports, enquanto que no streaming, as partidas foram partilhadas entre o Disney+, Desimpedidos e o Kwai, apesar de ter havido negociações com a CazéTV e o Prime Video, com o segundo substituindo o Canal GOAT. No caso do Disney+, o serviço passa a transmitir todos os dez jogos, além de compartilhar alguns com a ESPN, com o acordo sendo válido por três anos. A saída confirmada foi do Grupo Globo após 28 anos consecutivos de cobertura em suas mídias por falta de interesse com a ausência de times maiores.

## Campeões
| \| Ano \| Campeão \| Placares \| Vice \| 3.º lugar \| 4.º lugar \| Número de participantes \| \| -------------------------- \| --------------------------------------------------------- \| --------------------------------------------------------- \| --------------------------------------------------------- \| --------------------------------------------------------- \| --------------------------------------------------------- \| --------------------------------------------------------- \| \| 1971 Detalhes \| Villa Nova \| 0 – 1 3 – 0 2 – 1 \| Remo \| Itabaiana \| Ponte Preta \| 23 \| \| 1972 Detalhes \| Sampaio Corrêa \| 1 – 1 (pro) 5 – 4 (pen) \| Campinense \| Atlético de Alagoinhas \| América de Natal \| 23 \| \| 1973–1979 \| Não disputado \| Não disputado \| Não disputado \| Não disputado \| Não disputado \| Não disputado \| \| 1980 Detalhes \| Londrina \| 1 – 1 4 – 0 \| CSA \| Ferroviária \| Botafogo-SP \| 64 \| \| 1981 Detalhes \| Guarani \| 4 – 2 1 – 1 \| Anapolina \| Remo \| Comercial-MS \| 48 \| \| 1982 Detalhes \| Campo Grande \| 3 – 4 2 – 1 3 – 0 \| CSA \| Uberaba \| Joinville \| 48 \| \| 1983 Detalhes \| Juventus-SP \| 1 – 3 3 – 0 1 – 0 \| CSA \| Joinville \| Brasília \| 48 \| \| 1984 Detalhes \| Uberlândia \| 1 – 0 0 – 0 \| Remo \| Inter de Santa Maria \| Botafogo-PB \| 32 \| \| 1985 Detalhes \| Tuna Luso \| [nota 1] \| Goytacaz \| Figueirense \| Operário-MS \| 24 \| \| 1986 \| Não disputado (ver Torneio Paralelo de 1986)[nota 2] \| Não disputado (ver Torneio Paralelo de 1986)[nota 2] \| Não disputado (ver Torneio Paralelo de 1986)[nota 2] \| Não disputado (ver Torneio Paralelo de 1986)[nota 2] \| Não disputado (ver Torneio Paralelo de 1986)[nota 2] \| Não disputado (ver Torneio Paralelo de 1986)[nota 2] \| \| 1987 \| Não disputado (ver Campeonato Brasileiro de 1987)[nota 3] \| Não disputado (ver Campeonato Brasileiro de 1987)[nota 3] \| Não disputado (ver Campeonato Brasileiro de 1987)[nota 3] \| Não disputado (ver Campeonato Brasileiro de 1987)[nota 3] \| Não disputado (ver Campeonato Brasileiro de 1987)[nota 3] \| Não disputado (ver Campeonato Brasileiro de 1987)[nota 3] \| \| 1988 Detalhes \| Inter de Limeira \| 2 – 1 \| Náutico \| Ponte Preta \| Americano \| 24 \| \| 1989 Detalhes \| Bragantino \| 1 – 0 2 – 1 \| São José-SP \| Remo \| Catuense \| 96 \| \| 1990 Detalhes \| Sport \| 1 – 1 0 – 0 \| Atlético Paranaense \| Guarani \| Catuense \| 24 \| \| 1991 Detalhes \| Paysandu \| 0 – 1 2 – 0 \| Guarani \| Coritiba \| Americano \| 64 \| \| 1992 Detalhes \| Paraná \| 2 – 1 1 – 0 \| Vitória \| Criciúma \| Santa Cruz \| 32 \| \| 1993 \| Não disputado (ver Seletiva para Série B de 1994)[nota 4] \| Não disputado (ver Seletiva para Série B de 1994)[nota 4] \| Não disputado (ver Seletiva para Série B de 1994)[nota 4] \| Não disputado (ver Seletiva para Série B de 1994)[nota 4] \| Não disputado (ver Seletiva para Série B de 1994)[nota 4] \| Não disputado (ver Seletiva para Série B de 1994)[nota 4] \| \| 1994 Detalhes \| Juventude \| 1 – 2 2 – 1 \| Goiás \| Desportiva Ferroviária \| Americano \| 24 \| \| 1995 Detalhes \| Atlético Paranaense \| [nota 5] \| Coritiba \| Mogi Mirim \| Central \| 24 \| \| 1996 Detalhes \| União São João \| [nota 5] \| América de Natal \| Náutico \| Londrina \| 25 \| \| 1997 Detalhes \| América Mineiro \| [nota 5] \| Ponte Preta \| Náutico \| Vila Nova \| 25 \| \| 1998 Detalhes \| Gama \| [nota 5] \| Botafogo-SP \| Desportiva Ferroviária \| Londrina \| 24 \| \| 1999 Detalhes \| Goiás \| [nota 5] \| Santa Cruz \| Bahia \| Vila Nova \| 22 \| \| 2000 \| Não disputado (ver Copa João Havelange)[nota 6] \| Não disputado (ver Copa João Havelange)[nota 6] \| Não disputado (ver Copa João Havelange)[nota 6] \| Não disputado (ver Copa João Havelange)[nota 6] \| Não disputado (ver Copa João Havelange)[nota 6] \| Não disputado (ver Copa João Havelange)[nota 6] \| \| 2001 Detalhes \| Paysandu \| [nota 5] \| Figueirense \| Caxias \| Avaí \| 28 \| \| 2002 Detalhes \| Criciúma \| 0 – 2 4 – 1 \| Fortaleza \| Santa Cruz \| Paulista \| 26 \| \| 2003 Detalhes \| Palmeiras \| [nota 5] \| Botafogo \| Sport \| Marília \| 24 \| \| 2004 Detalhes \| Brasiliense \| [nota 5] \| Fortaleza \| Avaí \| Bahia \| 24 \| \| 2005 Detalhes \| Grêmio \| [nota 5] \| Santa Cruz \| Náutico \| Portuguesa \| 22 \| \| Sistema de pontos corridos \| \| \| \| \| \| \| \| Ano \| Campeão \| Campeão \| Vice \| 3.º lugar \| 4.º lugar \| Clubes participantes \| \| 2006 Detalhes \| Atlético Mineiro \| Atlético Mineiro \| Sport \| Náutico \| América de Natal \| 20 \| \| 2007 Detalhes \| Coritiba \| Coritiba \| Ipatinga \| Portuguesa \| Vitória \| 20 \| \| 2008 Detalhes \| Corinthians \| Corinthians \| Santo André \| Avaí \| Grêmio Barueri \| 20 \| \| 2009 Detalhes \| Vasco da Gama \| Vasco da Gama \| Guarani \| Ceará \| Atlético Goianiense \| 20 \| \| 2010 Detalhes \| Coritiba \| Coritiba \| Figueirense \| Bahia \| América Mineiro \| 20 \| \| 2011 Detalhes \| Portuguesa \| Portuguesa \| Náutico \| Ponte Preta \| Sport \| 20 \| \| 2012 Detalhes \| Goiás \| Goiás \| Criciúma \| Atlético Paranaense \| Vitória \| 20 \| \| 2013 Detalhes \| Palmeiras \| Palmeiras \| Chapecoense \| Sport \| Figueirense \| 20 \| \| 2014 Detalhes \| Joinville \| Joinville \| Ponte Preta \| Vasco da Gama \| Avaí \| 20 \| \| 2015 Detalhes \| Botafogo \| Botafogo \| Santa Cruz \| Vitória \| América Mineiro \| 20 \| \| 2016 Detalhes \| Atlético Goianiense \| Atlético Goianiense \| Avaí \| Vasco da Gama \| Bahia \| 20 \| \| 2017 Detalhes \| América Mineiro \| América Mineiro \| Internacional \| Ceará \| Paraná \| 20 \| \| 2018 Detalhes \| Fortaleza \| Fortaleza \| CSA \| Avaí \| Goiás \| 20 \| \| 2019 Detalhes \| Bragantino \| Bragantino \| Sport \| Coritiba \| Atlético Goianiense \| 20 \| \| 2020 Detalhes \| Chapecoense \| Chapecoense \| América Mineiro \| Juventude \| Cuiabá \| 20 \| \| 2021 Detalhes \| Botafogo \| Botafogo \| Goiás \| Coritiba \| Avaí \| 20 \| \| 2022 Detalhes \| Cruzeiro \| Cruzeiro \| Grêmio \| Bahia \| Vasco da Gama \| 20 \| \| 2023 Detalhes \| Vitória \| Vitória \| Juventude \| Criciúma \| Atlético Goianiense \| 20 \| \| 2024 Detalhes \| Santos \| Santos \| Mirassol \| Sport \| Ceará \| 20 \| \| 2025 Detalhes \| Em disputa \| Em disputa \| Em disputa \| Em disputa \| Em disputa \| 20 \| |                                                   |                                                   |                                                   |                                                   |                                                   |                                                   |
| Ano | Campeão                                           | Placares                                          | Vice                                              | 3.º lugar                                         | 4.º lugar                                         | Número de participantes                           |
| 1971 Detalhes | Villa Nova                                        | 0 – 1 3 – 0 2 – 1                                 | Remo                                              | Itabaiana                                         | Ponte Preta                                       | 23                                                |
| 1972 Detalhes | Sampaio Corrêa                                    | 1 – 1 (pro) 5 – 4 (pen)                           | Campinense                                        | Atlético de Alagoinhas                            | América de Natal                                  | 23                                                |
| 1973–1979 | Não disputado                                     | Não disputado                                     | Não disputado                                     | Não disputado                                     | Não disputado                                     | Não disputado                                     |
| 1980 Detalhes | Londrina                                          | 1 – 1 4 – 0                                       | CSA                                               | Ferroviária                                       | Botafogo-SP                                       | 64                                                |
| 1981 Detalhes | Guarani                                           | 4 – 2 1 – 1                                       | Anapolina                                         | Remo                                              | Comercial-MS                                      | 48                                                |
| 1982 Detalhes | Campo Grande                                      | 3 – 4 2 – 1 3 – 0                                 | CSA                                               | Uberaba                                           | Joinville                                         | 48                                                |
| 1983 Detalhes | Juventus-SP                                       | 1 – 3 3 – 0 1 – 0                                 | CSA                                               | Joinville                                         | Brasília                                          | 48                                                |
| 1984 Detalhes | Uberlândia                                        | 1 – 0 0 – 0                                       | Remo                                              | Inter de Santa Maria                              | Botafogo-PB                                       | 32                                                |
| 1985 Detalhes | Tuna Luso                                         | [ nota 1 ]                                        | Goytacaz                                          | Figueirense                                       | Operário-MS                                       | 24                                                |
| 1986 | Não disputado (ver Torneio Paralelo de 1986)      | Não disputado (ver Torneio Paralelo de 1986)      | Não disputado (ver Torneio Paralelo de 1986)      | Não disputado (ver Torneio Paralelo de 1986)      | Não disputado (ver Torneio Paralelo de 1986)      | Não disputado (ver Torneio Paralelo de 1986)      |
| 1987 | Não disputado (ver Campeonato Brasileiro de 1987) | Não disputado (ver Campeonato Brasileiro de 1987) | Não disputado (ver Campeonato Brasileiro de 1987) | Não disputado (ver Campeonato Brasileiro de 1987) | Não disputado (ver Campeonato Brasileiro de 1987) | Não disputado (ver Campeonato Brasileiro de 1987) |
| 1988 Detalhes | Inter de Limeira                                  | 2 – 1                                             | Náutico                                           | Ponte Preta                                       | Americano                                         | 24                                                |
| 1989 Detalhes | Bragantino                                        | 1 – 0 2 – 1                                       | São José-SP                                       | Remo                                              | Catuense                                          | 96                                                |
| 1990 Detalhes | Sport                                             | 1 – 1 0 – 0                                       | Atlético Paranaense                               | Guarani                                           | Catuense                                          | 24                                                |
| 1991 Detalhes | Paysandu                                          | 0 – 1 2 – 0                                       | Guarani                                           | Coritiba                                          | Americano                                         | 64                                                |
| 1992 Detalhes | Paraná                                            | 2 – 1 1 – 0                                       | Vitória                                           | Criciúma                                          | Santa Cruz                                        | 32                                                |
| 1993 | Não disputado (ver Seletiva para Série B de 1994) | Não disputado (ver Seletiva para Série B de 1994) | Não disputado (ver Seletiva para Série B de 1994) | Não disputado (ver Seletiva para Série B de 1994) | Não disputado (ver Seletiva para Série B de 1994) | Não disputado (ver Seletiva para Série B de 1994) |
| 1994 Detalhes | Juventude                                         | 1 – 2 2 – 1                                       | Goiás                                             | Desportiva Ferroviária                            | Americano                                         | 24                                                |
| 1995 Detalhes | Atlético Paranaense                               | [ nota 5 ]                                        | Coritiba                                          | Mogi Mirim                                        | Central                                           | 24                                                |
| 1996 Detalhes | União São João                                    | [ nota 5 ]                                        | América de Natal                                  | Náutico                                           | Londrina                                          | 25                                                |
| 1997 Detalhes | América Mineiro                                   | [ nota 5 ]                                        | Ponte Preta                                       | Náutico                                           | Vila Nova                                         | 25                                                |
| 1998 Detalhes | Gama                                              | [ nota 5 ]                                        | Botafogo-SP                                       | Desportiva Ferroviária                            | Londrina                                          | 24                                                |
| 1999 Detalhes | Goiás                                             | [ nota 5 ]                                        | Santa Cruz                                        | Bahia                                             | Vila Nova                                         | 22                                                |
| 2000 | Não disputado (ver Copa João Havelange)           | Não disputado (ver Copa João Havelange)           | Não disputado (ver Copa João Havelange)           | Não disputado (ver Copa João Havelange)           | Não disputado (ver Copa João Havelange)           | Não disputado (ver Copa João Havelange)           |
| 2001 Detalhes | Paysandu                                          | [ nota 5 ]                                        | Figueirense                                       | Caxias                                            | Avaí                                              | 28                                                |
| 2002 Detalhes | Criciúma                                          | 0 – 2 4 – 1                                       | Fortaleza                                         | Santa Cruz                                        | Paulista                                          | 26                                                |
| 2003 Detalhes | Palmeiras                                         | [ nota 5 ]                                        | Botafogo                                          | Sport                                             | Marília                                           | 24                                                |
| 2004 Detalhes | Brasiliense                                       | [ nota 5 ]                                        | Fortaleza                                         | Avaí                                              | Bahia                                             | 24                                                |
| 2005 Detalhes | Grêmio                                            | [ nota 5 ]                                        | Santa Cruz                                        | Náutico                                           | Portuguesa                                        | 22                                                |
| Sistema de pontos corridos |                                                   |                                                   |                                                   |                                                   |                                                   |                                                   |
| Ano | Campeão                                           | Campeão                                           | Vice                                              | 3.º lugar                                         | 4.º lugar                                         | Clubes participantes                              |
| 2006 Detalhes | Atlético Mineiro                                  | Atlético Mineiro                                  | Sport                                             | Náutico                                           | América de Natal                                  | 20                                                |
| 2007 Detalhes | Coritiba                                          | Coritiba                                          | Ipatinga                                          | Portuguesa                                        | Vitória                                           | 20                                                |
| 2008 Detalhes | Corinthians                                       | Corinthians                                       | Santo André                                       | Avaí                                              | Grêmio Barueri                                    | 20                                                |
| 2009 Detalhes | Vasco da Gama                                     | Vasco da Gama                                     | Guarani                                           | Ceará                                             | Atlético Goianiense                               | 20                                                |
| 2010 Detalhes | Coritiba                                          | Coritiba                                          | Figueirense                                       | Bahia                                             | América Mineiro                                   | 20                                                |
| 2011 Detalhes | Portuguesa                                        | Portuguesa                                        | Náutico                                           | Ponte Preta                                       | Sport                                             | 20                                                |
| 2012 Detalhes | Goiás                                             | Goiás                                             | Criciúma                                          | Atlético Paranaense                               | Vitória                                           | 20                                                |
| 2013 Detalhes | Palmeiras                                         | Palmeiras                                         | Chapecoense                                       | Sport                                             | Figueirense                                       | 20                                                |
| 2014 Detalhes | Joinville                                         | Joinville                                         | Ponte Preta                                       | Vasco da Gama                                     | Avaí                                              | 20                                                |
| 2015 Detalhes | Botafogo                                          | Botafogo                                          | Santa Cruz                                        | Vitória                                           | América Mineiro                                   | 20                                                |
| 2016 Detalhes | Atlético Goianiense                               | Atlético Goianiense                               | Avaí                                              | Vasco da Gama                                     | Bahia                                             | 20                                                |
| 2017 Detalhes | América Mineiro                                   | América Mineiro                                   | Internacional                                     | Ceará                                             | Paraná                                            | 20                                                |
| 2018 Detalhes | Fortaleza                                         | Fortaleza                                         | CSA                                               | Avaí                                              | Goiás                                             | 20                                                |
| 2019 Detalhes | Bragantino                                        | Bragantino                                        | Sport                                             | Coritiba                                          | Atlético Goianiense                               | 20                                                |
| 2020 Detalhes | Chapecoense                                       | Chapecoense                                       | América Mineiro                                   | Juventude                                         | Cuiabá                                            | 20                                                |
| 2021 Detalhes | Botafogo                                          | Botafogo                                          | Goiás                                             | Coritiba                                          | Avaí                                              | 20                                                |
| 2022 Detalhes | Cruzeiro                                          | Cruzeiro                                          | Grêmio                                            | Bahia                                             | Vasco da Gama                                     | 20                                                |
| 2023 Detalhes | Vitória                                           | Vitória                                           | Juventude                                         | Criciúma                                          | Atlético Goianiense                               | 20                                                |
| 2024 Detalhes | Santos                                            | Santos                                            | Mirassol                                          | Sport                                             | Ceará                                             | 20                                                |
| 2025 Detalhes | Em disputa                                        | Em disputa                                        | Em disputa                                        | Em disputa                                        | Em disputa                                        | 20                                                |

## Resultados

### Por clube
| Clube | Títulos         | Vices                       | 3º lugar                    | 4º lugar              |
| --- | --------------- | --------------------------- | --------------------------- | --------------------- |
| Goiás | 2 (1999 e 2012) | 2 (1994 e 2021)             | 0                           | 1 (2018)              |
| Coritiba | 2 (2007 e 2010) | 1 (1995)                    | 3 (1991, 2019 e 2021)       | 0                     |
| América Mineiro                                                                                                | 2 (1997 e 2017) | 1 (2020)                    | 0                           | 2 (2010 e 2015)       |
| Botafogo | 2 (2015 e 2021) | 1 (2003)                    | 0                           | 0                     |
| Paysandu | 2 (1991 e 2001) | 0                           | 0                           | 0                     |
| Palmeiras | 2 (2003 e 2013) | 0                           | 0                           | 0                     |
| Red Bull Bragantino                                                                                            | 2 (1989 e 2019) | 0                           | 0                           | 0                     |
| Sport | 1 (1990)        | 2 (2006 e 2019)             | 3 (2003, 2013 e 2024)       | 1 (2011)              |
| Guarani | 1 (1981)        | 2 (1991 e 2009)             | 1 (1990)                    | 0                     |
| Fortaleza | 1 (2018)        | 2 (2002 e 2004)             | 0                           | 0                     |
| Criciúma | 1 (2002)        | 1 (2012)                    | 2 (1992 e 2023)             | 0                     |
| Vitória | 1 (2023)        | 1 (1992)                    | 1 (2015)                    | 2 (2007 e 2012)       |
| Athletico Paranaense                                                                                           | 1 (1995)        | 1 (1990)                    | 1 (2012)                    | 0                     |
| Juventude | 1 (1994)        | 1 (2023)                    | 1 (2020)                    | 0                     |
| Chapecoense | 1 (2020)        | 1 (2013)                    | 0                           | 0                     |
| Grêmio | 1 (2005)        | 1 (2022)                    | 0                           | 0                     |
| Vasco da Gama                                                                                                  | 1 (2009)        | 0                           | 2 (2014 e 2016)             | 1 (2022)              |
| Portuguesa | 1 (2011)        | 0                           | 1 (2007)                    | 1 (2005)              |
| Joinville | 1 (2014)        | 0                           | 1 (1983)                    | 1 (1982)              |
| Atlético Goianiense                                                                                            | 1 (2016)        | 0                           | 0                           | 3 (2009, 2019 e 2023) |
| Londrina | 1 (1980)        | 0                           | 0                           | 2 (1996 e 1998)       |
| Paraná | 1 (1992)        | 0                           | 0                           | 1 (2017)              |
| Villa Nova | 1 (1971)        | 0                           | 0                           | 0                     |
| Sampaio Corrêa                                                                                                 | 1 (1972)        | 0                           | 0                           | 0                     |
| Campo Grande                                                                                                   | 1 (1982)        | 0                           | 0                           | 0                     |
| Juventus-SP | 1 (1983)        | 0                           | 0                           | 0                     |
| Uberlândia | 1 (1984)        | 0                           | 0                           | 0                     |
| Tuna Luso | 1 (1985)        | 0                           | 0                           | 0                     |
| Inter de Limeira                                                                                               | 1 (1988)        | 0                           | 0                           | 0                     |
| União São João                                                                                                 | 1 (1996)        | 0                           | 0                           | 0                     |
| Gama | 1 (1998)        | 0                           | 0                           | 0                     |
| Brasiliense | 1 (2004)        | 0                           | 0                           | 0                     |
| Atlético Mineiro                                                                                               | 1 (2006)        | 0                           | 0                           | 0                     |
| Corinthians | 1 (2008)        | 0                           | 0                           | 0                     |
| Cruzeiro | 1 (2022)        | 0                           | 0                           | 0                     |
| Santos | 1 (2024)        | 0                           | 0                           | 0                     |
| CSA | 0               | 4 (1980, 1982, 1983 e 2018) | 0                           | 0                     |
| Santa Cruz | 0               | 3 (1999, 2005 e 2015)       | 1 (2002)                    | 1 (1992)              |
| Náutico | 0               | 2 (1988 e 2011)             | 4 (1996, 1997, 2005 e 2006) | 0                     |
| Ponte Preta | 0               | 2 (1997 e 2014)             | 2 (1988 e 2011)             | 1 (1971)              |
| Remo | 0               | 2 (1971 e 1984)             | 2 (1981 e 1989)             | 0                     |
| Figueirense | 0               | 2 (2001 e 2010)             | 1 (1985)                    | 1 (2013)              |
| Avaí | 0               | 1 (2016)                    | 3 (2004, 2008 e 2018)       | 3 (2001, 2014 e 2021) |
| América de Natal                                                                                               | 0               | 1 (1996)                    | 0                           | 2 (1972 e 2006)       |
| Botafogo-SP | 0               | 1 (1998)                    | 0                           | 1 (1980)              |
| Campinense | 0               | 1 (1972)                    | 0                           | 0                     |
| Anapolina | 0               | 1 (1981)                    | 0                           | 0                     |
| Goytacaz | 0               | 1 (1985)                    | 0                           | 0                     |
| São José-SP | 0               | 1 (1989)                    | 0                           | 0                     |
| Ipatinga | 0               | 1 (2007)                    | 0                           | 0                     |
| Santo André | 0               | 1 (2008)                    | 0                           | 0                     |
| Internacional                                                                                                  | 0               | 1 (2017)                    | 0                           | 0                     |
| Mirassol | 0               | 1 (2024)                    | 0                           | 0                     |
| Bahia | 0               | 0                           | 3 (1999, 2010 e 2022)       | 2 (2004 e 2016)       |
| Ceará | 0               | 0                           | 2 (2009 e 2017)             | 1 (2024)              |
| Desportiva Ferroviária                                                                                         | 0               | 0                           | 2 (1994 e 1998)             | 0                     |
| Itabaiana | 0               | 0                           | 1 (1971)                    | 0                     |
| Atlético de Alagoinhas                                                                                         | 0               | 0                           | 1 (1972)                    | 0                     |
| Ferroviária | 0               | 0                           | 1 (1980)                    | 0                     |
| Uberaba | 0               | 0                           | 1 (1982)                    | 0                     |
| Inter de Santa Maria                                                                                           | 0               | 0                           | 1 (1984)                    | 0                     |
| Mogi Mirim | 0               | 0                           | 1 (1995)                    | 0                     |
| Caxias | 0               | 0                           | 1 (2001)                    | 0                     |
| Americano | 0               | 0                           | 0                           | 3 (1988, 1991 e 1994) |
| Catuense | 0               | 0                           | 0                           | 2 (1989 e 1990)       |
| Vila Nova | 0               | 0                           | 0                           | 2 (1997 e 1999)       |
| Comercial-MS                                                                                                   | 0               | 0                           | 0                           | 1 (1981)              |
| Brasília | 0               | 0                           | 0                           | 1 (1983)              |
| Botafogo-PB | 0               | 0                           | 0                           | 1 (1984)              |
| Operário-MS | 0               | 0                           | 0                           | 1 (1985)              |
| Central | 0               | 0                           | 0                           | 1 (1995)              |
| Paulista | 0               | 0                           | 0                           | 1 (2002)              |
| Marília | 0               | 0                           | 0                           | 1 (2003)              |
| Grêmio Barueri                                                                                                 | 0               | 0                           | 0                           | 1 (2008)              |
| Cuiabá | 0               | 0                           | 0                           | 1 (2020)              |
| Em caso de empate, os clubes estão dispostos em ordem cronológica dos resultados, seguido da ordem alfabética. |                 |                             |                             |                       |

### Por cidade
| Cidade            | Títulos | Equipes                                                          |
| São Paulo         | 5       | Palmeiras (2), Corinthians (1), Juventus-SP (1) e Portuguesa (1) |
| Belo Horizonte    | 4       | América Mineiro (2), Atlético Mineiro (1) e Cruzeiro (1)         |
| Curitiba          | 4       | Coritiba (2), Athletico Paranaense (1) e Paraná (1)              |
| Rio de Janeiro    | 4       | Botafogo (2), Campo Grande (1) e Vasco da Gama (1)               |
| Belém             | 3       | Paysandu (2) e Tuna Luso (1)                                     |
| Goiânia           | 3       | Goiás (2) e Atlético Goianiense (1)                              |
| Bragança Paulista | 2       | Red Bull Bragantino (2)                                          |
| Araras            | 1       | União São João (1)                                               |
| Campinas          | 1       | Guarani (1)                                                      |
| Caxias do Sul     | 1       | Juventude (1)                                                    |
| Chapecó           | 1       | Chapecoense (1)                                                  |
| Criciúma          | 1       | Criciúma (1)                                                     |
| Fortaleza         | 1       | Fortaleza (1)                                                    |
| Gama              | 1       | Gama (1)                                                         |
| Joinville         | 1       | Joinville (1)                                                    |
| Limeira           | 1       | Inter de Limeira (1)                                             |
| Londrina          | 1       | Londrina (1)                                                     |
| Nova Lima         | 1       | Villa Nova (1)                                                   |
| Porto Alegre      | 1       | Grêmio (1)                                                       |
| Recife            | 1       | Sport (1)                                                        |
| Salvador          | 1       | Vitória (1)                                                      |
| Santos            | 1       | Santos (1)                                                       |
| São Luís          | 1       | Sampaio Corrêa (1)                                               |
| Taguatinga        | 1       | Brasiliense (1)                                                  |
| Uberlândia        | 1       | Uberlândia (1)                                                   |

### Por federação
| Estado              | Títulos | Vices | 3º lugar | 4º lugar |
| ------------------- | ------- | ----- | -------- | -------- |
| São Paulo           | 11      | 8     | 6        | 6        |
| Minas Gerais        | 6       | 2     | 1        | 2        |
| Paraná              | 5       | 2     | 4        | 3        |
| Rio de Janeiro      | 4       | 2     | 3        | 3        |
| Santa Catarina      | 3       | 5     | 7        | 5        |
| Goiás               | 3       | 3     | 0        | 6        |
| Pará                | 3       | 2     | 2        | 0        |
| Rio Grande do Sul   | 2       | 3     | 3        | 0        |
| Distrito Federal    | 2       | 0     | 0        | 1        |
| Pernambuco          | 1       | 7     | 8        | 3        |
| Ceará               | 1       | 2     | 2        | 1        |
| Bahia               | 1       | 1     | 4        | 7        |
| Maranhão            | 1       | 0     | 0        | 0        |
| Alagoas             | 0       | 4     | 0        | 0        |
| Rio Grande do Norte | 0       | 1     | 0        | 2        |
| Paraíba             | 0       | 1     | 0        | 1        |
| Espírito Santo      | 0       | 0     | 2        | 0        |
| Sergipe             | 0       | 0     | 1        | 0        |
| Mato Grosso do Sul  | 0       | 0     | 0        | 2        |
| Mato Grosso         | 0       | 0     | 0        | 1        |

### Por região
| Estado       | Títulos | Vices | 3º lugar | 4º lugar |
| ------------ | ------- | ----- | -------- | -------- |
| Sudeste      | 21      | 12    | 12       | 11       |
| Sul          | 10      | 10    | 14       | 8        |
| Centro-Oeste | 5       | 3     | 0        | 10       |
| Nordeste     | 4       | 16    | 15       | 14       |
| Norte        | 3       | 2     | 2        | 0        |

## Participações

### Participações totais
A tabela a seguir ilustra os 12 clubes que mais participaram da Série B do Campeonato Brasileiro (de 1971 a 2025).
Em negrito, os clubes participantes da edição de 2025:
| Clubes                                                                                                | Participações | Temporadas                                                                                                | Títulos | A | R |
| --- | ------------- | --- | ------- | - | - |
| CRB                                                                                                   | 32            | 1971, 1982–1983, 1985, 1989, 1991, 1994–1999, 2001–2008, 2012 e 2015–2025                                 | 0       | 0 | 2 |
| Ceará                                                                                                 | 31            | 1981, 1983–1984, 1988–1992, 1994–1999, 2001–2009, 2012–2017 e 2023–2024                                   | 0       | 4 | 0 |
| América Mineiro                                                                                       | 26            | 1980–1985, 1988–1989, 1991–1992, 1996–1997, 1999, 2002–2004, 2010, 2012–2015, 2017, 2019–2020 e 2024–2025 | 2       | 6 | 1 |
| Vila Nova                                                                                             | 26            | 1982, 1989, 1991, 1997–1999, 2001–2006, 2008–2011, 2014, 2016–2019 e 2021–2025                            | 0       | 0 | 4 |
| Criciúma                                                                                              | 25            | 1980–1983, 1989–1992, 1998–1999, 2001–2002, 2005, 2007–2008, 2011–2012, 2015–2019, 2022–2023 e 2025       | 1       | 5 | 3 |
| Londrina                                                                                              | 24            | 1971, 1980, 1983, 1988–1989, 1991–1992, 1994–1999, 2001–2004, 2016–2019 e 2021–2023                       | 1       | 1 | 3 |
| Avaí                                                                                                  | 23            | 1980, 1984, 1988–1989, 1999, 2001–2008, 2012–2014, 2016, 2018, 2020–2021 e 2023–2025                      | 0       | 5 | 0 |
| Náutico                                                                                               | 22            | 1971, 1981, 1988, 1995–1998, 2001–2006, 2010–2011, 2014–2017 e 2020–2022                                  | 0       | 4 | 1 |
| Ponte Preta                                                                                           | 22            | 1971, 1988–1989, 1991–1992, 1994–1997, 2007–2011, 2014 e 2018–2024                                        | 0       | 3 | 1 |
| Remo                                                                                                  | 22            | 1971, 1981–1984, 1989–1992, 1995–1999, 2001–2004, 2006–2007, 2021 e 2025                                  | 0       | 2 | 3 |
| América de Natal                                                                                      | 21            | 1972, 1982, 1984–1985, 1989, 1991, 1994–1996, 1999, 2001–2004, 2006, 2008–2010 e 2012–2014                | 0       | 2 | 3 |
| Santa Cruz                                                                                            | 20            | 1982–1983, 1989–1992, 1994–1999, 2002–2005, 2007, 2014–2015 e 2017                                        | 0       | 4 | 2 |
| Em caso de igualdade na quantidade, os clubes estão dispostos em ordem cronológica das participações. |               | |         |   |   |

### Participações na Série B no modelo atual
Os clubes que mais participaram da Série B do Campeonato Brasileiro no modelo atual, disputado em pontos corridos (de 2006 a 2025):
Em negrito, os clubes participantes da edição atual (2025).
| Clubes                                                                                                | Participações | Temporadas                                              |
| --- | ------------- | ------------------------------------------------------- |
| Vila Nova                                                                                             | 15            | 2006, 2008–2011, 2014, 2016–2019 e 2021–2025            |
| CRB                                                                                                   | 15            | 2006–2008, 2012 e 2015–2025                             |
| Ponte Preta                                                                                           | 13            | 2007–2011, 2014 e 2018–2024                             |
| Avaí                                                                                                  | 13            | 2006–2008, 2012–2014, 2016, 2018, 2020–2021 e 2023–2025 |
| Paraná                                                                                                | 12            | 2008–2017 e 2019–2020                                   |
| Ceará                                                                                                 | 12            | 2006–2009, 2012–2017 e 2023–2024                        |
| Guarani                                                                                               | 12            | 2006, 2009, 2011–2012, 2017–2024                        |
| Criciúma                                                                                              | 12            | 2007–2008, 2011–2012, 2015–2019, 2022–2023 e 2025       |
| América Mineiro                                                                                       | 10            | 2010, 2012–2015, 2017, 2019–2020 e 2024–2025            |
| Em caso de igualdade na quantidade, os clubes estão dispostos em ordem cronológica das participações. |               |                                                         |

### Campeões daSérie Aque participaram da Série B
Em negrito, os clubes participantes da edição atual (2025). Em itálico, ano em que o clube em questão foi o campeão da Série B.
| Clube                                                                                                 | Participações na Série B                                                                                         |
| --- | --- |
| Guarani                                                                                               | 18 (1981, 1983, 1984, 1990, 1991, 2005, 2006, 2009, 2011, 2012, 2017, 2018, 2019, 2020, 2021, 2022, 2023 e 2024) |
| Sport                                                                                                 | 15 (1980, 1984, 1990, 2002, 2003, 2004, 2005, 2006, 2010, 2011, 2013, 2019, 2022, 2023 e 2024)                   |
| Coritiba                                                                                              | 15 (1981, 1983, 1990, 1991, 1992, 1994, 1995, 2006, 2007, 2010, 2018, 2019, 2021, 2024 e 2025)                   |
| Bahia                                                                                                 | 11 (1981, 1998, 1999, 2004, 2005, 2008, 2009, 2010, 2015, 2016 e 2022)                                           |
| Athletico Paranaense                                                                                  | 7 (1980, 1982, 1990, 1994, 1995, 2012 e 2025)                                                                    |
| Vasco da Gama                                                                                         | 5 (2009, 2014, 2016, 2021 e 2022)                                                                                |
| Palmeiras                                                                                             | 4 (1981, 1982, 2003 e 2013)                                                                                      |
| Botafogo                                                                                              | 3 (2003, 2015 e 2021)                                                                                            |
| Grêmio                                                                                                | 3 (1992, 2005 e 2022)                                                                                            |
| Cruzeiro                                                                                              | 3 (2020, 2021 e 2022)                                                                                            |
| Corinthians                                                                                           | 2 (1982 e 2008)                                                                                                  |
| Fluminense                                                                                            | 1 (1998) |
| Atlético Mineiro                                                                                      | 1 (2006) |
| Internacional                                                                                         | 1 (2017) |
| Santos                                                                                                | 1 (2024) |
| Em caso de igualdade na quantidade, os clubes estão dispostos em ordem cronológica das participações. | |

## Técnicos campeões
| Ano  | Equipe              | Treinador              | Ref.   |
| ---- | ------------------- | ---------------------- | ------ |
| 1971 | Villa Nova          | Martim Francisco       | [ 49 ] |
| 1972 | Sampaio Corrêa      | Marçal Tolentino Serra | [ 50 ] |
| 1980 | Londrina            | Jair Bala              | [ 51 ] |
| 1981 | Guarani             | Zé Duarte              | [ 52 ] |
| 1982 | Campo Grande        | Décio Esteves          | [ 53 ] |
| 1983 | Juventus-SP         | Candinho               | [ 54 ] |
| 1984 | Uberlândia          | Vicente Lage           | [ 55 ] |
| 1985 | Tuna Luso           | José Dutra             | [ 56 ] |
| 1988 | Inter de Limeira    | Levir Culpi            | [ 57 ] |
| 1989 | Bragantino          | Vanderlei Luxemburgo   | [ 58 ] |
| 1990 | Sport               | Brida                  | [ 59 ] |
| 1991 | Paysandu            | Joel Martins           | [ 60 ] |
| 1992 | Paraná              | Otacílio Gonçalves     | [ 61 ] |
| 1994 | Juventude           | Heron Ferreira         | [ 62 ] |
| 1995 | Atlético Paranaense | Pepe                   | [ 63 ] |
| 1996 | União São João      | Lula Pereira           | [ 64 ] |
| 1997 | América Mineiro     | Givanildo Oliveira     | [ 65 ] |
| 1998 | Gama                | Vagner Benazzi         | [ 66 ] |
| 1999 | Goiás               | Hélio dos Anjos        | [ 67 ] |
| 2001 | Paysandu            | Givanildo Oliveira     | [ 68 ] |
| 2002 | Criciúma            | Edson Gaúcho           | [ 69 ] |
| 2003 | Palmeiras           | Jair Picerni           | [ 70 ] |

| Ano  | Equipe              | Treinador           | Ref.   |
| ---- | ------------------- | ------------------- | ------ |
| 2004 | Brasiliense         | Edinho              | [ 71 ] |
| 2005 | Grêmio              | Mano Menezes        | [ 72 ] |
| 2006 | Atlético Mineiro    | Levir Culpi         | [ 73 ] |
| 2007 | Coritiba            | René Simões         | [ 74 ] |
| 2008 | Corinthians         | Mano Menezes        | [ 72 ] |
| 2009 | Vasco da Gama       | Dorival Júnior      | [ 75 ] |
| 2010 | Coritiba            | Ney Franco          | [ 76 ] |
| 2011 | Portuguesa          | Jorginho            | [ 77 ] |
| 2012 | Goiás               | Enderson Moreira    | [ 78 ] |
| 2013 | Palmeiras           | Gilson Kleina       | [ 79 ] |
| 2014 | Joinville           | Hemerson Maria      | [ 80 ] |
| 2015 | Botafogo            | Ricardo Gomes       | [ 81 ] |
| 2016 | Atlético Goianiense | Marcelo Cabo        | [ 82 ] |
| 2017 | América Mineiro     | Enderson Moreira    | [ 83 ] |
| 2018 | Fortaleza           | Rogério Ceni        | [ 84 ] |
| 2019 | Bragantino          | Antônio Carlos Zago | [ 85 ] |
| 2020 | Chapecoense         | Umberto Louzer      | [ 86 ] |
| 2021 | Botafogo            | Enderson Moreira    | [ 87 ] |
| 2022 | Cruzeiro            | Paulo Pezzolano     | [ 88 ] |
| 2023 | Vitória             | Léo Condé           | [ 89 ] |
| 2024 | Santos              | Fábio Carille       | [ 90 ] |

## Artilheiros

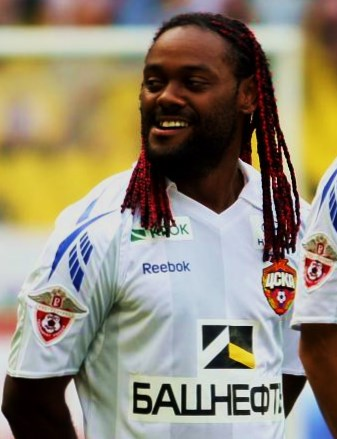
Em 2003, no seu primeiro ano como jogador profissional, Vágner Love foi artilheiro da Série B

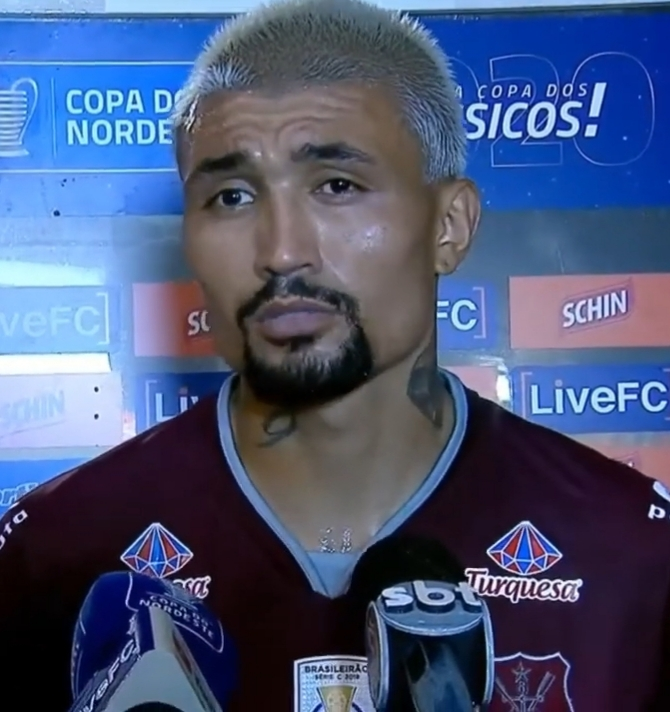
Ídolo do Náutico, o atacante Kieza foi artilheiro da Segundona pelo clube em 2011

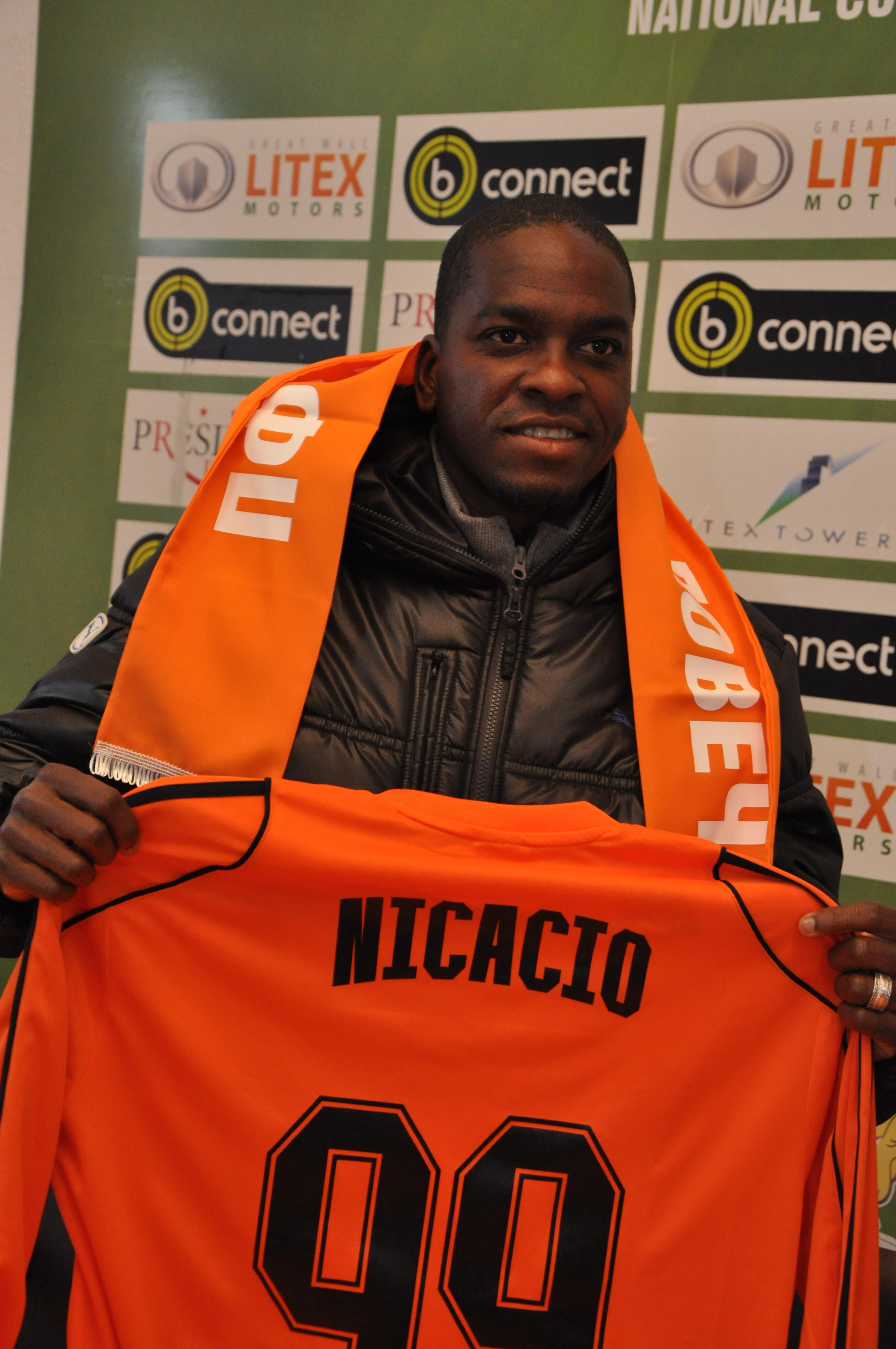
Marcelo Nicácio foi um dos três maiores goleadores da Série B de 2009

### Ano a ano
| Ano  | Artilheiro       | Clube                | Gols         |
| ---- | ---------------- | -------------------- | ------------ |
| 1971 | Rubilotta        | Remo                 | 4            |
| 1972 | Pelezinho        | Sampaio Corrêa       | 8            |
| 1980 | Osmarzinho       | Botafogo-SP          | 12           |
| 1981 | Jorge Mendonça   | Guarani              | 11           |
| 1982 | Luisinho         | Campo Grande         | 10           |
| 1983 | Lima             | Operário-MS          | 9            |
| 1984 | Dadinho          | Remo                 | 6            |
| 1985 | Paulo César      | Tuna Luso            | 6            |
| 1985 | Guilherme        | Figueirense          | 6            |
| 1988 | Sem registro     | Sem registro         | Sem registro |
| 1989 | Sem registro     | Sem registro         | Sem registro |
| 1990 | Sem registro     | Sem registro         | Sem registro |
| 1991 | Cacaio           | Paysandu             | 14           |
| 1992 | Saulo            | Paraná               | 12           |
| 1994 | Baltazar         | Goiás                | 11           |
| 1994 | Mário            | Juventude            | 11           |
| 1995 | Oséas            | Athletico Paranaense | 14           |
| 1996 | Maurício         | Santa Cruz           | 13           |
| 1997 | Tupãzinho        | América Mineiro      | 13           |
| 1998 | Gauchinho        | XV de Piracicaba     | 13           |
| 1999 | Uéslei           | Bahia                | 25           |
| 2001 | Sérgio Alves     | Ceará                | 21           |
| 2002 | Vinícius         | Fortaleza            | 22           |
| 2003 | Vágner Love      | Palmeiras            | 19           |
| 2004 | Rinaldo          | Fortaleza            | 14           |
| 2005 | Reinaldo         | Santa Cruz           | 16           |
| 2006 | Vanderlei        | Gama                 | 21           |
| 2007 | Alessandro       | Ipatinga             | 25           |
| 2008 | Túlio Maravilha  | Vila Nova            | 24           |
| 2009 | Elton            | Vasco da Gama        | 17           |
| 2009 | Marcelo Nicácio  | Fortaleza            | 17           |
| 2009 | Rafael Coelho    | Figueirense          | 17           |
| 2010 | Alessandro       | Ipatinga             | 21           |
| 2011 | Kieza            | Náutico              | 21           |
| 2012 | Zé Carlos        | Criciúma             | 27           |
| 2013 | Bruno Rangel     | Chapecoense          | 31           |
| 2014 | Magno Alves      | Ceará                | 18           |
| 2015 | Zé Carlos        | CRB                  | 19           |
| 2016 | Bill             | Ceará                | 15           |
| 2017 | Bérgson          | Paysandu             | 16           |
| 2017 | Mazinho          | Oeste                | 16           |
| 2018 | Dagoberto        | Londrina             | 17           |
| 2019 | Guilherme        | Sport                | 17           |
| 2020 | Caio Dantas      | Sampaio Corrêa       | 17           |
| 2021 | Edu              | Brusque              | 17           |
| 2022 | Gabriel Poveda   | Sampaio Corrêa       | 19           |
| 2023 | Gustavo Coutinho | Atlético Goianiense  | 14           |
| 2024 | Erick Pulga      | Ceará                | 13           |

## Maiores públicos
Estes são os dez maiores públicos presentes da história da Série B:
| Nº | Público | Mandante         | Placar | Visitante        | Estádio        | Data           | Ano  | Ref.   |
| -- | ------- | ---------------- | ------ | ---------------- | -------------- | -------------- | ---- | ------ |
| 1  | 81 904  | Vasco da Gama    | 2–1    | Juventude        | Maracanã       | 7 de novembro  | 2009 | [ 91 ] |
| 2  | 79 636  | Vasco da Gama    | 4–0    | Ipatinga         | Maracanã       | 22 de agosto   | 2009 | [ 91 ] |
| 3  | 74 694  | Atlético Mineiro | 2–2    | América de Natal | Mineirão       | 25 de novembro | 2006 | [ 92 ] |
| 4  | 65 023  | Santa Cruz       | 2–1    | Portuguesa       | Arruda         | 26 de novembro | 2005 | [ 93 ] |
| 5  | 64 327  | Bahia            | 1–2    | Goiás            | Fonte Nova     | 5 de dezembro  | 1999 | [ 94 ] |
| 6  | 63 908  | Ceará            | 1–0    | América Mineiro  | Arena Castelão | 18 de novembro | 2024 | [ 95 ] |
| 7  | 63 609  | Vasco da Gama    | 1–0    | Cruzeiro         | Maracanã       | 12 de junho    | 2022 | [ 96 ] |
| 8  | 61 291  | Cruzeiro         | 3–2    | CSA              | Mineirão       | 6 de novembro  | 2022 | [ 97 ] |
| 9  | 60 700  | Cruzeiro         | 0–0    | Náutico          | Mineirão       | 25 de novembro | 2021 | [ 98 ] |
| 10 | 60 601  | Vasco da Gama    | 0–0    | Sport            | Maracanã       | 3 de julho     | 2022 | [ 99 ] |

## Maiores goleadas
Estas são as treze maiores goleadas da história da Série B:[carece de fontes?]
| Nº | Mandante         | Placar | Visitante              | Estádio             | Data           | Ano  | Ref.    |
| -- | ---------------- | ------ | ---------------------- | ------------------- | -------------- | ---- | ------- |
| 1  | Paulista         | 9–0    | Paysandu               | Jayme Cintra        | 18 de novembro | 2006 | [ 100 ] |
| 2  | Volta Redonda    | 8–0    | Operário VG            | Raulino de Oliveira | 24 de janeiro  | 1982 | [ 101 ] |
| 2  | Coritiba         | 8–0    | Ferroviária            | Couto Pereira       | 16 de agosto   | 1995 | [ 102 ] |
| 4  | Sport            | 8–1    | Guarani                | Ilha do Retiro      | 19 de agosto   | 2006 | [ 103 ] |
| 5  | Botafogo-BA      | 0–7    | Americano              | Fonte Nova          | 15 de março    | 1980 | [ 104 ] |
| 5  | GE Novorizontino | 7–0    | Taguatinga             | Jorjão              | 24 de março    | 1991 | [ 105 ] |
| 5  | Londrina         | 7–0    | Desportiva Ferroviária | Estádio do Café     | 8 de novembro  | 2001 | [ 106 ] |
| 5  | Paulista         | 7–0    | Grêmio Barueri         | Jayme Cintra        | 15 de setembro | 2007 | [ 107 ] |
| 9  | Grêmio           | 7–1    | Operário VG            | Olímpico            | 8 de abril     | 1992 | [ 27 ]  |
| 9  | Remo             | 7–1    | Avaí                   | Baenão              | 9 de setembro  | 1999 | [ 108 ] |
| 9  | Fortaleza        | 7–1    | Botafogo-SP            | Presidente Vargas   | 12 de novembro | 2002 | [ 109 ] |
| 9  | Paulista         | 7–1    | Londrina               | Jayme Cintra        | 30 de agosto   | 2003 | [ 110 ] |
| 9  | Marília          | 7–1    | Sport                  | Bento de Abreu      | 27 de abril    | 2004 | [ 111 ] |

## Promoção e rebaixamento
| Ano | Rebaixados da Série A | Promovidos para a Série A no mesmo ano               | Promovidos para a Série A no ano seguinte                                                                                     |
| --- | --- | ---------------------------------------------------- | --- |
| 1980 | não houve rebaixamento | América-SP Americano Bangu Sport                     | CSA Londrina |
| 1981 | não houve rebaixamento | Bahia Náutico Palmeiras Uberaba                      | Anapolina Guarani |
| 1982 | América de Natal CSA Desportiva Ferroviária Ferroviário Goiás Itabaiana Joinville Mixto Nacional-AM River-PI Taguatinga Vitória | America Atlético Paranaense Corinthians São Paulo-RS | Campo Grande Palmeiras |
| 1983 | Brasília CSA Ferroviário Fortaleza Galícia Joinville Juventus-SP Mixto Moto Club Paysandu Rio Branco-ES Treze                   | Americano Botafogo-SP Guarani Uberaba                | |
| 1984 | não houve rebaixamento | Uberlândia                                           | Remo Uberlândia |
| 1985 | não houve rebaixamento |                                                      | Tuna Luso |
| 1986 | não houve rebaixamento | Central Criciúma Inter de Limeira Treze              | não houve promoção |
| 1988 | America Bangu Criciúma Santa Cruz                                                                                               |                                                      | Inter de Limeira Náutico |
| 1989 | Atlético Paranaense Coritiba Guarani Sport                                                                                      |                                                      | Bragantino São José-SP |
| 1990 | Inter de Limeira São José-SP |                                                      | Atlético Paranaense Sport |
| 1991 | Grêmio Vitória |                                                      | Guarani Paysandu |
| 1992 | não houve rebaixamento |                                                      | América Mineiro Ceará Coritiba Criciúma Desportiva Ferroviária Fortaleza Grêmio Paraná Remo Santa Cruz União São João Vitória |
| 1993 | América Mineiro Atlético Paranaense Ceará Coritiba Desportiva Ferroviária Fortaleza Goiás Santa Cruz                            |                                                      | não houve promoção |
| 1994 | Náutico Remo |                                                      | Goiás Juventude |
| 1995 | Paysandu União São João |                                                      | Atlético Paranaense Coritiba                                                                                                  |
| 1996 | Bragantino Fluminense |                                                      | América de Natal União São João                                                                                               |
| 1997 | Bahia Criciúma Fluminense União São João                                                                                        |                                                      | América Mineiro Ponte Preta                                                                                                   |
| 1998 | América Mineiro América de Natal Bragantino Goiás                                                                               |                                                      | Botafogo-SP Gama |
| 1999 | Botafogo-SP Gama Juventude Paraná                                                                                               |                                                      | América Mineiro Bahia Goiás Santa Cruz                                                                                        |
| 2000 | não houve rebaixamento | Paraná Remo São Caetano                              | |
| 2001 | América Mineiro Botafogo-SP Santa Cruz Sport                                                                                    |                                                      | Figueirense Paysandu |
| 2002 | Botafogo Gama Palmeiras Portuguesa                                                                                              |                                                      | Criciúma Fortaleza |
| 2003 | Bahia Fortaleza |                                                      | Botafogo Palmeiras |
| 2004 | Criciúma Grêmio Guarani Vitória                                                                                                 |                                                      | Brasiliense Fortaleza |
| 2005 | Atlético Mineiro Brasiliense Coritiba Paysandu                                                                                  |                                                      | Grêmio Santa Cruz |
| 2006 | Fortaleza Ponte Preta Santa Cruz São Caetano                                                                                    |                                                      | América de Natal Atlético Mineiro Náutico Sport                                                                               |
| 2007 | América de Natal Corinthians Juventude Paraná                                                                                   |                                                      | Coritiba Ipatinga Portuguesa Vitória                                                                                          |
| 2008 | Figueirense Ipatinga Portuguesa Vasco da Gama                                                                                   |                                                      | Avaí Corinthians Grêmio Barueri Santo André                                                                                   |
| 2009 | Coritiba Náutico Santo André Sport                                                                                              |                                                      | Atlético Goianiense Ceará Guarani Vasco da Gama                                                                               |
| 2010 | Goiás Grêmio Prudente Guarani Vitória                                                                                           |                                                      | América Mineiro Bahia Coritiba Figueirense                                                                                    |
| 2011 | América Mineiro Atlético Paranaense Avaí Ceará                                                                                  |                                                      | Náutico Ponte Preta Portuguesa Sport                                                                                          |
| 2012 | Atlético Goianiense Figueirense Palmeiras Sport                                                                                 |                                                      | Atlético Paranaense Criciúma Goiás Vitória                                                                                    |
| 2013 | Náutico Ponte Preta Portuguesa Vasco da Gama                                                                                    |                                                      | Chapecoense Figueirense Palmeiras Sport                                                                                       |
| 2014 | Bahia Botafogo Criciúma Vitória                                                                                                 |                                                      | Avaí Joinville Ponte Preta Vasco da Gama                                                                                      |
| 2015 | Avaí Goiás Joinville Vasco da Gama                                                                                              |                                                      | América Mineiro Botafogo Santa Cruz Vitória                                                                                   |
| 2016 | América Mineiro Figueirense Internacional Santa Cruz                                                                            |                                                      | Atlético Goianiense Avaí Bahia Vasco da Gama                                                                                  |
| 2017 | Atlético Goianiense Avaí Coritiba Ponte Preta                                                                                   |                                                      | América Mineiro Ceará Internacional Paraná                                                                                    |
| 2018 | América Mineiro Paraná Sport Vitória                                                                                            |                                                      | Avaí CSA Fortaleza Goiás |
| 2019 | Avaí Chapecoense Cruzeiro CSA                                                                                                   |                                                      | Atlético Goianiense Bragantino Coritiba Sport                                                                                 |
| 2020 | Botafogo Coritiba Goiás Vasco da Gama                                                                                           |                                                      | América Mineiro Chapecoense Cuiabá Juventude                                                                                  |
| 2021 | Bahia Chapecoense Grêmio Sport                                                                                                  |                                                      | Avaí Botafogo Coritiba Goiás                                                                                                  |
| 2022 | Atlético Goianiense Avaí Ceará Juventude                                                                                        |                                                      | Bahia Cruzeiro Grêmio Vasco da Gama                                                                                           |
| 2023 | América Mineiro Coritiba Goiás Santos                                                                                           |                                                      | Atlético Goianiense Criciúma Juventude Vitória                                                                                |
| 2024 | Athletico Paranaense Atlético Goianiense Criciúma Cuiabá                                                                        |                                                      | Ceará Mirassol Santos Sport                                                                                                   |
| Os rebaixados e promovidos por ano estão dispostos em ordem alfabética e não pela ordem de classificação, a não ser em casos extracampo. Nomes riscados denotam que o rebaixamento ou o acesso foi cancelado. | |                                                      | |